# Agostino Spinola Basadone
Agostino Spinola Basadone (ur. 27 sierpnia 1597 w Genui, zm. 12 lutego 1649 w Sewilli) – włoski kardynał.

## Życiorys
Urodził się 27 sierpnia 1597 roku w Genui, jako syn Ambrogia Spinoli i Giovanetty Baciadonne Dorii. Studiował na Uniwersytecie w Salamance, a następnie udał się do Madrytu i wstąpił do stanu duchownego. 11 stycznia 1621 roku został kreowany kardynałem diakonem i otrzymał diakonię Santi Cosma e Damiano. Został protonotariuszem apostolskim, a w 1622 roku przyjął święcenia diakonatu i prezbiteratu. 5 marca 1623 roku został wybrany biskupem Tortosy, a 12 kwietnia przyjął sakrę. W 1626 roku został arcybiskupem Grenady. Dzięki protekcji Filipa IV otrzymał propozycję objęcia archidiecezji Santiago de Compostela, jednak początkowo nie chciał jej przyjąć. Ostatecznie został przeniesiony w 1630 roku. Przez kolejne pięć lat przebywał w Rzymie i król Hiszpanii stwierdził, że dobrze by było, by Spinola zrzekł się archidiecezji i pozostał w Wiecznym Mieście, jednakże kardynał odmówił. 24 marca 1631 roku został podniesiony do rangi kardynała prezbitera i otrzymał kościół tytularny San Bartolomeo all’Isola. W okresie 1632–1633 pełnił funkcję kamerlinga Kolegium Kardynałów. W 1643 roku został tymczasowo gubernatorem i głównodowodzącym wojsk Galicji, w czasie rebelii portugalskiej. Dwa lata później został arcybiskupem Sewilli. Zmarł 12 lutego 1649 roku w Sewilli.